# 相場師
相場師（そうばし）は、株式や不動産、通貨、債券、仮想通貨、商品などの取引市場で投資や投機を行う投資家。特に近世以降の日本において相場会所（米会所など）において実需によるのではなく利鞘を得ることを目的として売買を行った投機家をいう。相庭師と書くこともある。合百を専門とする者は合百師と呼ばれる。

## 相場会所における相場師
相場師は江戸時代中頃に大坂・堂島の米相場の仲買人の呼び名として用いられた。「相場師」の呼び名は一般的だったわけではなく地方では「思入師（仕）」や「思惑師（仕）」と呼ばれていた。「相場師」の呼び名が一般的になったのは江戸時代末期になってからである。
江戸時代、米相場の参加者は幕府から免許を受けた米商人に限られていたが、明治に入って株式や生糸など市場が整備されるにつれ、現物商品を扱わず、取引所で投機的売買のみを行う者は「相場師」と呼ばれるようになり、財閥を形成するほどの巨額の利益を得る者も現れる。明治大正期から昭和に至るまで、相場師は金融市場を巡る多くのドラマの主人公とされ、また大衆小説の主人公ともなって、世間の耳目を集めた。

## 著名な相場師

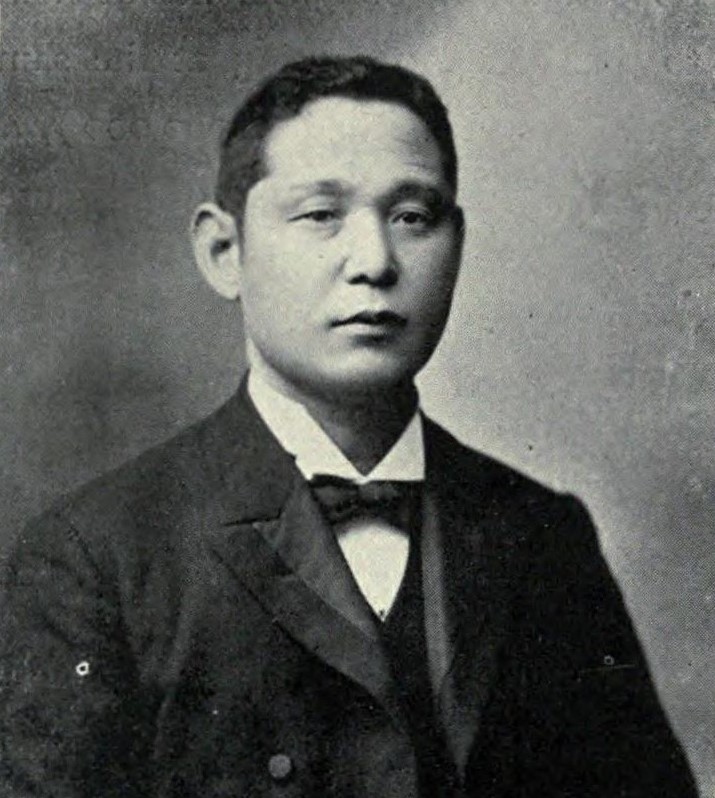
村上太三郎。鈴久と並ぶ相場師成金

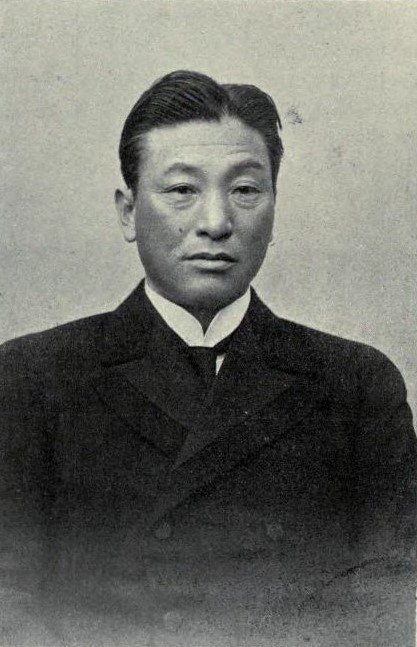
福島浪蔵。福島商会（のちの新光証券）創業者

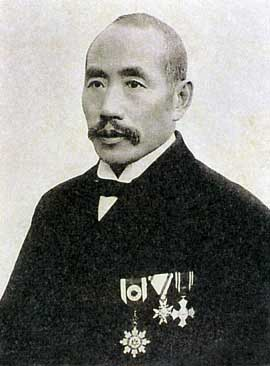
在日華僑の相場師・呉錦堂

先述のように「相場師」いう呼称はもともと大坂・堂島の米相場の仲買人のことを言った。やがて株や商品先物市場などで投機目的で同様の取引を行う人も「相場師」と表現されるようになった。
（生年月日順）
- 本間宗久（1724年 - 1803年） - 酒田五法を考案。
- 牛田権三郎（生没年不詳） - 大坂・堂島米相場で活躍。
- 田中平八（1834年 - 1884年） - 「天下の糸平」。
- 山城屋和助（1836年 - 1872年） - 陸軍省御用商人、山城屋事件。
- 渋沢成一郎（1838年 - 1912年） -明治時代の商品相場で活躍した。
- 藤本清兵衛（1841－1891） - 堂島屈指の大相場師として知られた。同名の2代目（1870－1949）も相場師で藤本ビルブローカー創業者。
- 左右田金作（1849年 - 1915年） - 両替商から不動産取引や洋銀相場で活躍。
- 野村徳七（1850年 - 1907年） - 野村證券などを創立。
- 岩谷松平（1850年 - 1920年） - 公債に投資、「たばこ王」
- 久佐賀義孝（1864年 - 1928年） - 明治時代米相場、顕真術会を創設、樋口一葉を支援
- 田附政次郎（1864年 - 1933年） - 田附将軍と呼ばれた有名相場師。
- 奥田喜一郎（1877年 - ）明治末期から昭和にかけて三重県最大の証券会社奥田証券を津市に創業。
- 八木与三郎（1865-1935） - 父親（生年不明）ともに相場師。八木商店創業者。
- 本多静六（1866年 - 1952年） - 林学博士、収入の25％を株式と土地に投資して億万長者となる。
- 長谷川銈五郎（1867年 - 1931年） - 三井物産神戸支店長、金と銅の売買で富を築く。
- 福澤桃介（1868年 - 1938年） - 実業家転身後に電気事業を手がけ「電力王」と呼ばれる
- 杉野喜精（1870年 - 1939年） - 山一合資（山一證券）初代社長
- 松井房吉（1871年 - 1950年） - 松井証券の創業者。
- ジェシー・リバモア（1877年 - 1940年） - 「ウォール街のグレートベア」
- ウィリアム・ギャン（1878年 - 1955年）- アメリカ合衆国の投資家。1929年の世界恐慌を当てたことで知られる。
- 鈴木久五郎（1877年 - 1943年） -  通称・「鈴久」
- 岩本栄之助（1877年 - 1916年） - 大阪市中央公会堂の寄付者。
- 徳田昂平（1878年 - 1951年） -  東株一般取引組合委員長
- 石井定七（1879年 - 1945年） - 「横堀将軍」
- 鈴木隆 （1882年 - 1978年） - 小学教師だったが相場で3千万円(今の数千億)を稼ぎ政界へ転身。
- ジョセフ・P・ケネディ   (1888年 - 1969年)    -    ジョン・F・ケネディの父。RCAラジオ社株取引などで知られる。
- 近藤荒樹（1888年 - 1986年） - 「丸ビル将軍」
- 太田収（1890年 - 1938年） - ｢兜町の飛将軍｣
- 山崎種二（1893年 - 1983年） - ヤマタネ・山種証券を創立。
- 是川銀蔵（1897年 - 1992年）-「最後の相場師」通称「是銀（これぎん）」
- 伊東ハンニ （1898年 - 1969年） - 「昭和の天一坊」
- 立花義正（1900年 - 1985年） - パイオニアを手がけ、自らをパイオニ屋と呼ぶ。「あなたも株のプロになれる」を執筆。
- 佐藤和三郎（1902年 - 1980年） - 獅子文六『大番』のモデル。
- 近藤信男（1904年 - 1973年） - 中山製鋼所をめぐる仕手戦で糸山英太郎と激突。
- 竹井博友（1920年 - 2003年） - 光進事件で著名。地産の代表、徳間書店及び致知出版社を創業。
- 石井久（1923年 - 2016年） - 「独眼竜」・立花証券を経営。
- 栗山浩（1929年 - ）  不文の秘法といわれる株式の異銘柄鞘取りストラドルの相場師。
- 加藤暠（1941年 - 2016年） - 誠備グループ主宰。
- 糸山英太郎（1942年 - ） - 中山製鋼所の株をめぐる中山仕手戦の仕掛け人
- 後藤忠政（1942年 - ） - 指定暴力団山口組二次団体後藤組組長、日本航空（JAL）の個人筆頭株主。
- 見学和雄（1944年 - 1988年） - 投資顧問会社コスモ・リサーチ代表。コスモ・リサーチ事件にて部下とともに殺害される。通称「北浜の風雲児」。
- 高野恭壽（1949年 - ） - 元株式新聞大阪支社長。
- 西田晴夫 (1950年 - 2011年) - 「最後の仕手筋」
- 藤巻健史（1950年 - ） - 元参議院議員、元モルガン銀行東京支店長。
- 中江滋樹（1954年 - 2020年） - 元投資ジャーナル会長。
- 佐々木ベジ（1955年 - ） - フリージア・マクロス、技研興業代表。通称「秋葉原の風雲児」。
- 村上世彰（1959年 - ） - 村上ファンドを創設。
- B・N・F（1978年 - ） - ジェイコム株大量誤発注事件にて、ジェイコム男と呼ばれる。
- cis（生年非公表） - 個人投資家、2013年には東京証券取引所における個人投資家における株式取引の0.5％に相当する売買を行う。
- 片山晃（1982年 - ） - 個人投資家を経て、レオス・キャピタルワークスシニア・アナリスト。

## 相場師を題材とした作品
- 『相場師 -シテ-』 原作・観月譲 画・平松伸二
- 『マネーウォーズ』 宮川総一郎